# Sidney Sheinberg
Sidney Jay Sheinberg, né le 14 janvier 1935 à Corpus Christi (États-Unis) et mort le 7 mars 2019 à Beverly Hills (États-Unis), est un avocat et dirigeant américain dans le secteur du divertissement. Il a été président et directeur de l'exploitation de MCA Inc. et d'Universal Pictures pendant plus de 40 ans.

## Enfance et éducation
Sidney Sheinberg est fils d'immigrés juifs, une mère ukrainienne, Tillie (Grossman), et un père polonais, Harry Sheinberg. Il grandit à Corpus Christi, au Texas, où il est né le 14 janvier 1935,,,. En 1955, Sheinberg obtient son diplôme de la Columbia University, puis, en tant que boursier Harlan Fiske Stone et James Kent, il fréquente la Columbia Law School où il obtient son doctorat en droit.

## Vie privée
Sheinberg est marié à l'actrice Lorraine Gary depuis 1956. Ils ont deux fils, Bill et Jon.
Sidney Sheinberg est mort à Beverly Hills, en Californie, le 7 mars 2019 à l'âge de 84 ans.